# Сенга
Сенга — река в России, протекает в Уренском, Краснобаковском и Воскресенском районах Нижегородской области. Устье реки находится в 32 км по правому берегу реки Ижма. Длина реки составляет 24 км, площадь водосборного бассейна — 135 км².
Исток Сенги находится в лесах южнее деревни Кондобаево в 22 км к югу от г. Урень. Течёт на юг по сплошному лесному массиву, в среднем течении протекает неподалёку от деревни Дерино. Верховья находятся на территории Уренского района, затем река перетекает на территорию Краснобаковского, а непосредственно перед устьем — на территорию Воскресенского. Крупнейший приток — Иериха (левый).

## Данные водного реестра
По данным государственного водного реестра России относится к Верхневолжскому бассейновому округу, водохозяйственный участок реки — Ветлуга от города Ветлуга и до устья, речной подбассейн реки — Волга от впадения Оки до Куйбышевского водохранилища (без бассейна Суры). Речной бассейн реки — (Верхняя) Волга до Куйбышевского водохранилища (без бассейна Оки).
Код объекта в государственном водном реестре — 08010400212110000043519.